# Cachita Galán
Cachita Galán (geboren am 29. März 1943 als Leticia Noemí De León in Buenos Aires, Argentinien; gestorben am 2. Dezember 2004 in Parque Patricios, Argentinien) war eine argentinische Sängerin sowie Film- und Fernsehschauspielerin. Sie wurde bekannt mit ihrem Auftritt in der Fernsehsendung El club del clan.
Im Alter von acht Jahren hatte Galán ihren ersten Auftritt in der Öffentlichkeit, als sie begann, spanische Lieder zu singen. Sie trat der Gruppe Los Gavilanes de España bei und heiratete den aus Ecuador stammenden Galo Cárdenas. Später trennten sie sich. Galán trat in Ecuador, Peru, Venezuela, Mexiko und Kolumbien auf. Nach der Geburt ihrer Tochter zog sich Galán für einige Jahre aus dem Showbusiness zurück. Später kehrte sie zur Gruppe Los Gavilanes de España zurück und trat dem Orchester Casino Show bei.
Galán war Mitglied des Clan Club.

## Filmografie
- 1961: Ritmo y juventud
- 1962: Cantarela
- 1964: El club del clan